# 神奇的人类旅程
《神奇的人类旅程》（英語：The Incredible Human Journey）是爱丽丝·罗伯茨根据她的同名著作拍摄的科学纪录片，分为5集，总时长300分钟。该片于2009年5月和6月在英国BBC电视台首播。该片支持非洲起源说，即所有现代人都是来自非洲的“解剖学意义上的现代人”的后裔，而不是欧洲和中东的尼安德特人或中国的北京猿人的后裔。该片解释了人类走出非洲并迁徙到世界各地的证据。

## 剧集
| 集数 | 标题     | 播放时间      | 收视率 |
| ---- | -------- | ------------- | ------ |
| 1    | 走出非洲 | 2009年5月10日 | 9.7%   |
| 2    | 亚洲     | 2009年5月17日 | 10.2%  |
| 3    | 欧洲     | 2009年5月24日 | 7.2%   |
| 4    | 澳大利亚 | 2009年5月31日 | 9.9%   |
| 5    | 美国人   | 2009年6月14日 | 8.7%   |